# Draft NFL 1993
Il Draft NFL 1993 si è tenuto dal 25 al 26 aprile 1993.

## Primo giro
|  | = Pro Bowler |

|  | = Hall of Famer |

| Scelta | Squadra              | Giocatore         | Ruolo            | College          |
| ------ | -------------------- | ----------------- | ---------------- | ---------------- |
| 1      | New England Patriots | Drew Bledsoe      | Quarterback      | Washington State |
| 2      | Seattle Seahawks     | Rick Mirer        | Quarterback      | Notre Dame       |
| 3      | Phoenix Cardinals    | Garrison Hearst   | Running back     | Georgia          |
| 4      | New York Jets        | Marvin Jones      | Linebacker       | Florida State    |
| 5      | Cincinnati Bengals   | John Copeland     | Defensive end    | Alabama          |
| 6      | Tampa Bay Buccaneers | Eric Curry        | Defensive End    | Alabama          |
| 7      | Chicago Bears        | Curtis Conway     | Wide receiver    | USC              |
| 8      | New Orleans Saints   | Willie Roaf       | Tackle           | Louisiana Tech   |
| 9      | Atlanta Falcons      | Lincoln Kennedy   | Tackle           | Washington       |
| 10     | Los Angeles Rams     | Jerome Bettis     | Running Back     | Notre Dame       |
| 11     | Denver Broncos       | Dan Williams      | Defensive End    | Toledo           |
| 12     | Los Angeles Raiders  | Patrick Bates     | Defensive back   | Texas A&M        |
| 13     | Houston Oilers       | Brad Hopkins      | Tackle           | Illinois         |
| 14     | Cleveland Browns     | Steve Everitt     | Centro           | Michigan         |
| 15     | Green Bay Packers    | Wayne Simmons     | Linebacker       | Clemson          |
| 16     | Indianapolis Colts   | Sean Dawkins      | Wide Receiver    | California       |
| 17     | Washington Redskins  | Tom Carter        | Defensive Back   | Notre Dame       |
| 18     | Phoenix Cardinals    | Ernest Dye        | Tackle           | South Carolina   |
| 19     | Philadelphia Eagles  | Lester Holmes     | Tackle           | Jackson State    |
| 20     | New Orleans Saints   | Irv Smith         | Tight end        | Notre Dame       |
| 21     | Minnesota Vikings    | Robert Smith      | Running Back     | Ohio State       |
| 22     | San Diego Chargers   | Darrien Gordon    | Defensive Back   | Stanford         |
| 23     | Pittsburgh Steelers  | Deon Figures      | Defensive Back   | Colorado         |
| 24     | Philadelphia Eagles  | Leonard Renfro    | Defensive tackle | Colorado         |
| 25     | Miami Dolphins       | O.J. McDuffie     | Wide Receiver    | Penn State       |
| 26     | San Francisco 49ers  | Dana Stubblefield | Defensive Tackle | Kansas           |
| 27     | San Francisco 49ers  | Todd Kelly        | Defensive Tackle | Tennessee        |
| 28     | Buffalo Bills        | Thomas Smith      | Defensive Back   | North Carolina   |
| 29     | Green Bay Packers    | George Teague     | Defensive Back   | Alabama          |